# Hermenegildo Guterres
Hermenegildo Guterres (c. 842-depois de maio de 912), também designado como Mendo Guterres ou Ermígio Guterre, filho de Guterre (também registado Gutiar de Galácia) e sua esposa Elvira, foi uma figura importante da nobreza portucalense dos séculos IX e X; as datas de nascimento e de falecimento variam conforme as fontes, sendo atribuídas ao primeiro evento, os anos entre 842 e 850 e à sua morte, entre 912 e 918. Foi dono de vastas propriedades na Galiza e no condado portucalense, onde a sua Casa habitava desde pelo menos o seu antepassado em sétimo grau, Guterico, descendente dos reis visigodos e suevos, que controlava parte desta região no século VII da Era Cristã. Membro da cúria régia do rei Afonso III das Astúrias, foi repovoador e conde de Coimbra, Porto e de Tui. A sua filha, Elvira, foi rainha-consorte pelo seu casamento com o rei Ordonho II de Leão.

## Relações familiares
O conde Hermenegildo teve dois irmãos. Um deles foi o conde Alvito (Aloito) Guterres que casou com Argilo, filha dos condes Alvito e Paterna, os fundadores do Mosteiro de São Salvador de Cines no território de Nendos na Corunha. Este matrimónio foram os pais de Gundesindo, bispo de Santiago de Compostela; Arias; Guterre que casou com Audivia, filha de Vímara Peres; e o conde Hermenegildo Alvites. O seu outro irmão foi o conde Ossório Guterres que foi o pai do conde Guterre Ozores que casou com a seu prima em primeiro grau, Aldonça Mendes, filha do conde Hermenegildo Guterres. Estes irmãos, descendiam da mais elevada nobreza da Península Ibérica, o que inclui, dentre outros, o rei Hermenerico I, fundador da Casa Real da Galiza e Teodorico rei dos Visigodos.

## Biografia
Referido em vários documentos como conde e como dux, foi mordomo do palácio e valido do rei Afonso III, o Grande, em cujo reinado, as Astúrias atingiram o seu expoente máximo. Afonso III subiu ao trono em 866 e, dois anos depois, encetou diversas ações militares com vista ao repovoamento de regiões que escapavam ao seu controlo. Em 868, Vímara Peres reconquistou a cidade do Porto e em 872, seria Odoário Ordonhes a fazer o mesmo em Chaves.
Em 878, segundo se regista nas crónicas, (...) era DCCCCXVIª prendita est Conimbria ad Ermenegildo Comite, as tropas do rei Afonso III comandadas pelo conde Hermenegildo entraram em confronto com as forças muçulmanas lideradas pelo emir de Córdova Maomé I que iniciaram um ataque ao Porto. O emir reagiu rapidamente e cercou Hermenegildo, que resistiu com perseverança até a chegada de reforços. Após terem derrotado as forças do emir e expulsarem os habitantes muçulmanos de Coimbra e Porto, as tropas cristãs, liderada por Hermenegildo, ocuparam e repovoaram outras cidades como Braga, Viseu e Lamego. O conde Hermenegildo tornou-se no primeiro conde de um território cujos limites estariam compreendidos aproximadamente entre os rios Douro e Mondego ― de notar que este título distinguia-se do de ‘conde cristão de Coimbra’ por aquele ser apenas um elo de ligação entre a população cristã e a governação muçulmana.

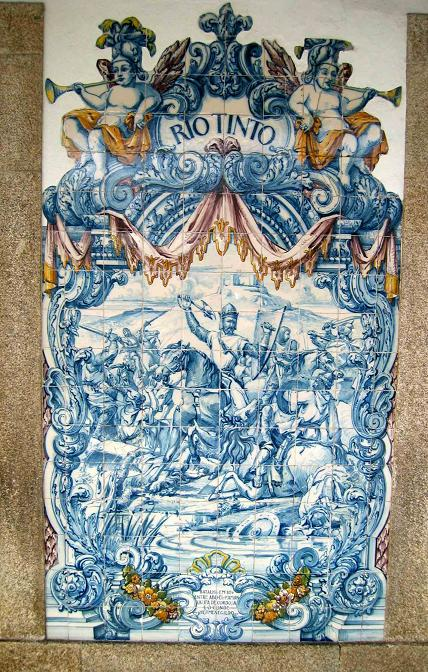
Representação de Hermenegildo Guterres.

Hermenegildo Guterres atuou, em 878, como juiz em Astorga, juntamente com o seu sogro, o conde Gatón e, em 881, deverá ter participado de um fossado que Afonso III capitaneou até Mérida, surgindo posteriormente como confirmante em vários documentos reais em 885 e 886. A sua grande proximidade ao rei fez com que, cerca do ano de 890, casasse a sua filha, Elvira, com Ordonho, filho de Afonso III, os quais viriam posteriormente a governar os reinos da Galiza e de Leão.
Segundo um documento do Mosteiro de Celanova datado de 1007, sabe-se que derrotou, em nome do rei, em 887, a rebelião do conde Vitiza da Galiza, com cujos bens ficou. Talvez em consequência tenha alargado os seus domínios e adquirido aquele título. Note-se que à época, a cidade do Porto era designada como Portucale e o conde Hermenegildo governava esta cidade quando morreu cerca de 912. Assim, o mais provável é que o condado de Coimbra tenha sido alargado com os territórios litorais desde o Porto até Tui e que Lucídio Vimaranes tivesse mantido o seu título de conde mas vivendo em Guimarães, o burgo fundado pelo pai. Hermenegildo Guterres aparece mencionado como conde de Tui e Portucale, em documentos entre 895 e 899 (Ermenegildus Tudae et Portucale Comes), título que em princípio pertenceria a Lucídio Vimaranes, filho e sucessor de Vímara Peres.
O condado de Coimbra, que havia estado na dependência do reino das Astúrias até 910, foi, com a morte de Afonso III, incorporado no reino da Galiza. Com efeito, as Astúrias foram divididas em três novos reinos e partilhadas pelos seus filhos: Astúrias para Fruela II, Leão para Garcia I e a Galiza para Ordonho II. Com a morte de Garcia em 914, Ordonho II tornou-se igualmente rei de Leão.
Em 911, Hermenegildo confirma na corte de Leão um documento do rei Garcia I e ainda nesse ano assim como no ano seguinte confirma documentos do rei Ordonho II, seu genro.
No plano religioso, Hermenegildo Guterres aparece pela primeira vez num documento quando, a 15 de abril de 869, confirma a doação real da igreja de Santa Maria de Tinhana em Oviedo, e posteriormente, a 30 de setembro de 899 confirmará a doação de várias vilas, incorporadas no seu condado de Coimbra, à igreja de Santiago de Compostela.
É possível que o Mosteiro do Lorvão, criado em data desconhecida, mas pouco depois do repovoamento de Coimbra por Hermenegildo Guterres, resulte de uma fundação de monges vindos do norte, dado o interesse que as famílias condais de Coimbra e de Portucale demonstraram por ele. Este facto, todavia, não é seguro. Poderia tratar-se de uma comunidade preexistente que acolheu favoravelmente a autoridade asturiana e que tivesse, assim, atraído as boas graças de Hermenegildo Guterres e da sua família. Ainda no território sob a jurisdição de Hermenegildo Guterres, foi construída em 912, a igreja de S. Pedro de Lourosa (no atual concelho de Oliveira do Hospital), de origem moçárabe mas com nítida inspiração na arquitetura romana.
O conde Hermenegildo surgiu pela última vez num documento datado de 30 de maio de 912 confirmando uma doação do seu genro o rei Ordonho II ao bispo Sisnando e à igreja de Santiago de Compostela. No entanto, poderá ainda ter tido o seu nome associado a Rio Tinto (é atualmente freguesia do concelho de Gondomar) pelo que consta de uma lenda:
| “ | Alcançou o nome de Rio Tinto na porfiada batalha que neste sítio houve no ano de Cristo de novecentos e vinte entre Abederramão III, emir de Córdova e Ordonho II, Rei de Leão e da Galiza, ao tempo em que a cidade do Porto estava cercada por aquele rei Mouro e a tinha defendido com valor o conde Hermenegildo, avô de S. Rosendo, que a governava. De ambos os exércitos foi derramado tanto sangue que correu o rio muitos dias tinto e por isso desde então conserva o nome. | ” |

## Matrimónio e descendência
Casou cerca entre 860 e 870 com Ermesenda Gatones, filha de Gatón de Bierzo, conde em Astorga e O Bierzo, e de Egilona, e provavelmente prima do rei Afonso I. Ermesenda possuía o mosteiro de Santa Maria de Loyo, entre os rios Loyo e Minho perto de Lugo. O conde Hermenegildo e Ermesenda foram os pais de:
- Árias Mendes de Coimbra ou Arias Mendes (m. antes de 924),[3] sucedeu a seu pai no governo de Coimbra e depois teve o commiso de Caldelas em Ourense que governou com seu irmão Guterre.[13] Casou com a sua sobrinha Ermesenda Gundesendes,[14] filha de Enderquina Mendes, sua irmã, e de Gundesindo Eris, filho de Ero Fernandes. Deste matrimónio, nasceu Elvira Árias, esposa de seu primo Munio Guterres, pais de Goto, a esposa de Sancho Ordonhes, rei da Galiza.[15]
- Elvira Mendes (m. 921) foi a primeira esposa do rei Ordonho II da Galiza e Leão.[3][14]
- Guterre Mendes (m. ca. 934), foi conde que governou seis tenências na Galiza por concessão do rei Afonso IV. Casou com Ilduara Eriz (m. 958), filha de Ero Fernandes, conde de Lugo, e de Ausenda. Foram os pais de Rosendo de Celanova.[3][16][17]
- Enderquina Mendes[3] (antes de 947) casou com Gundesindo Eris, filho de Ero Fernandes.[14]
- Aldonça Mendes (m. ca. 942) casada com o seu primo de primeiro grau Guterre Ozores de Coimbra[3], filho do seu tio paterno Osório Guterres. Foram os pais de Osório Guterres O conde Santo e de Ausenda Guterres que foi a primeira mulher de seu primo Ramiro II[14] e que depois foi repudiada.
- Patruina Mendes.
- Gudilona Mendes, esposa de Lucídio Vimaranes.[18] No entanto, Mattoso diz que sua filiação não está documentada e é "uma conjectura, sem provas, de A. Fernandes".[16]